# Bernard Joy
Bernard Joy (29 octobre 1911 – 18 juillet 1984) est un footballeur et un journaliste anglais. Il est connu pour être le dernier joueur amateur à se voir retenu en sélection anglaise.

## Biographie
Il dispute les JO de 1936 avec la Grande-Bretagne, où il inscrit deux buts. L'Angleterre est éliminée au stade des quarts-de-finale.

## Palmarès
- Avec Arsenal
  - Champion d'Angleterre en 1938
  - Vainqueur du Charity Shield en 1938
- Avec Casuals 
  - Vainqueur de la FA Amateur Cup en 1936